# The Sirens and Ulysses
The Sirens and Ulysses (česky Sirény a Odysseus) je rozměrná olejomalba na plátně od anglického malíře Williama Ettyho, která byla poprvé vystavena v roce 1837. Zobrazuje scénu z Homérovy Odyssey, v níž Odysseus odolává uhrančivému zpěvu sirén tím, že ho posádka jeho lodi sváže, zatímco si ostatní zacpou uši.
Tradičně byly sirény zobrazovány jako lidsko-zvířecí chiméry, Etty je však zobrazil jako nahé mladé ženy na ostrově posetém mrtvolami v různém stavu rozkladu. Obraz v době svého prvního vystavení vyvolával rozporuplné reakce, někteří z kritiků jej velmi obdivovali, jiní jej považovali za nevkusný a nepříjemný. Pravděpodobně kvůli značným rozměrům 442,5 × 297 cm se dílo zpočátku nepodařilo prodat, až jej později téhož roku za výhodnou cenu koupil manchesterský obchodník Daniel Grant. Ten však krátce nato zemřel a jeho bratr obraz daroval Royal Manchester Institution.
Obraz The Sirens and Ulysses byl namalován experimentální technikou, která však způsobila, že začal již krátce po dokončení degradovat. Obraz byl vystaven na velké londýnské výstavě Ettyho díla v roce 1849 a také na výstavě uměleckých pokladů v Manchesteru v roce 1857. Jeho stav byl poté již natolik špatný, že byl raději uložen do depozitáře a od dalších veřejných výstav se upustilo. V roce 2003 bylo zahájeno restaurování díla a v roce 2010 byl obraz vystaven v Manchester Art Gallery, více než 150 let poté, co byl uskladněn.

## Pozadí

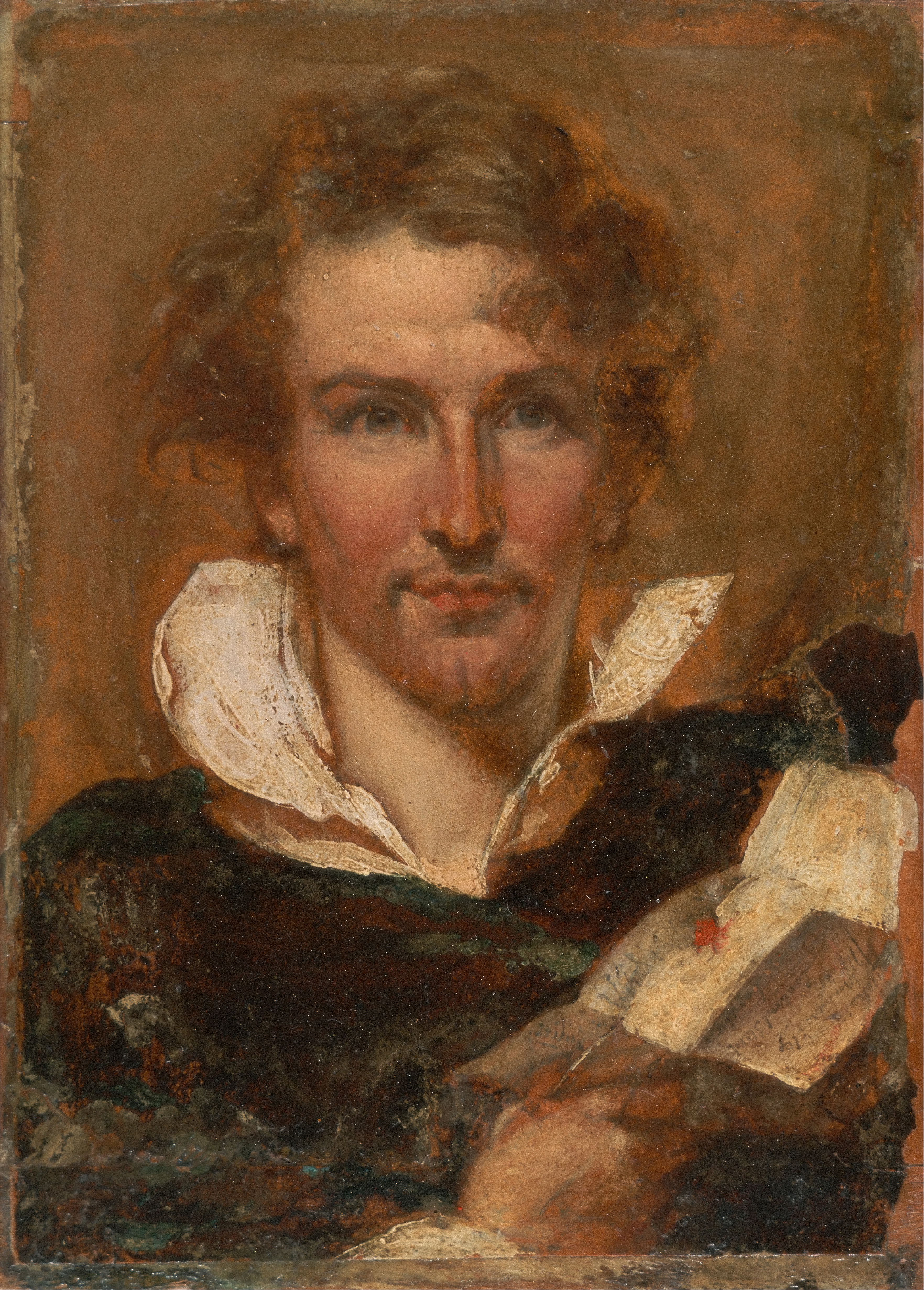
William Etty, autoportrét, 1823)

William Etty (1787–1849) se narodil v Yorku a původně se vyučil tiskařem v Hullu, ale po ukončení učňovského oboru se ve svých 18 letech přestěhoval do Londýna, kde se stal umělcem. Byl silně ovlivněn díly Tiziana a Rubense a proslavil se malováním nahých postav v biblickém, literárním a mytologickém prostředí. Zatímco mnozí jeho vrstevníci ho velmi obdivovali a v roce 1828 ho zvolili řádným členem Královské akademie, jiní odsuzovali obsah jeho děl jako neslušný.
Po celou dobu své rané kariéry byl Etty vysoce ceněn bohatým právníkem Thomasem Myersem, který vystudoval Eton College, a měl tedy dobré znalosti klasické mytologie. Od roku 1832 Myers pravidelně psal Ettymu a navrhoval mu potenciální náměty pro obrazy. Myers byl přesvědčen, že existuje významný trh pro velmi rozměrné obrazy, a povzbuzoval Ettyho, aby taková díla vytvářel. V roce 1834 navrhl námět Ulysses (v řeckém originále „Odysseus“; Ὀδυσσεύς), který se setkává se sirénami, což je scéna z Odyssey, v níž posádka lodi proplouvá kolem ostrovního domova sirén. Sirény byly proslulé krásou svého zpěvu, který lákal námořníky na smrt. Odysseus chtěl jejich zpěv slyšet, a tak se nechal posádkou přivázat ke stěžni lodi s přísným příkazem neodvazovat ho. Ostatní členové posádky si posléze zacpali uši, dokud se všichni bezpečně nedostali z dosahu ostrova.
Téma Odysseova setkání se sirénami dobře vyhovovalo Ettyho vkusu; jak tehdy napsal: „Mým cílem ve všech mých velkých obrazech bylo namalovat na srdce nějaké velké ponaučení ... jak je důležité odolávat smyslným rozkoším“. Vyobrazení scény bylo pravděpodobně též inspirováno anglickým překladem Odyssey od Alexandra Popea.
„Ať kdokoli je to, kdo k nim se přiblíží z nevědomosti a uslyší hlasy těch Seirén, ten se už nevrátí domů, a manželka s malými dětmi nebude moci k němu už přistoupit, projevit radost, neboť Seirény lstivé, jak sedí tam na krásné louce, jasným zpěvem ho zmámí; kol nich jsou hromady velké kostí tlejících mužů a na kostech zvětrává kůže. Pluj tedy mimo ten ostrov a zalep uši svým druhům zhněteným medovým voskem, ať nikdo z nich nemůže zpěv ten zaslechnout; ale ty sám jej poslouchej, budeš-li přát si. Nechať na rychlé lodi ti přiváží provazem vstoje k stožáru nohy i ruce, a provaz ať připevní k němu, dokud si neposlechneš, pln radosti, hlasy těch Seirén. Budeš-li prosit své druhy a vybízet uvolnit provaz, ať ještě tužšími pouty tě přitáhnou k lodnímu stěžni“.

## Kompozice a přijetí

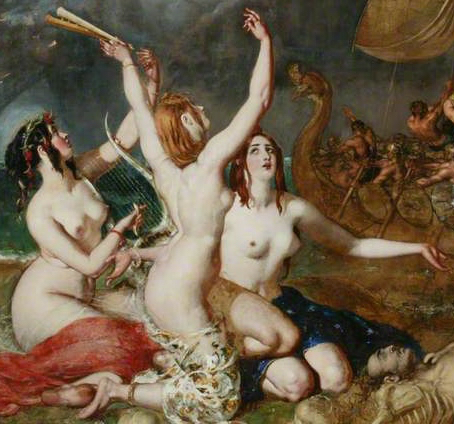
Sirény jsou si vzhledově podobné a malba pravděpodobně zobrazuje stejný model ve třech různých pózách

The Sirens and Ulysses zobrazují tři zpívající sirény na ostrově, obklopené hnijícími mrtvolami námořníků. V pozadí je vidět Odysseus přivázaný ke stěžni své lodi, zatímco v pozadí se zvedají temná mračna.
Odysseus se zdá být větší než jeho kolegové námořníci, zatímco sirény drží ruce v tradičních dramatických pózách. Tři sirény jsou si vzhledově velmi podobné a Ettyho životopisec Leonard Robinson se domnívá, že Etty pravděpodobně namaloval stejný model ve třech různých pózách. Robinson se domnívá, že jejich klasické pózy jsou důsledkem Ettyho celoživotního navštěvování kurzů Life Classes na Akademii, kde byly modelky vždy v tradičních pózách, zatímco bývalý kurátor York Art Gallery Richard Green považuje jejich pózu za poctu Néreovnám na Rubensově obraze Vylodění Marie Medicejské v Marseille, o němž je známo, že jej Etty obdivoval a jehož kopii vytvořil v roce 1823.
Fyzická podoba sirén není v Odyssei popsána a tradiční řecké zobrazení sirén bylo jako chiméry ptáka a lva nebo ptáka a člověka. Etty racionalizoval plně lidský vzhled svých sirén vysvětlením, že jejich podoba se stala plně lidskou, jakmile se dostaly z moře, což je přístup, který následovala řada pozdějších malířů tohoto námětu.
Etty věnoval malbě velké úsilí, včetně návštěvy márnice, aby mrtvá a rozkládající se těla na ostrově sirén reprodukoval co možná nejvěrněji. Použití skutečných mrtvol se stalo veřejně známým a přineslo s sebou řadu kritických ohlasů. Ačkoli Etty v roce 1836 navštívil Brighton, aby v souvislosti s obrazem provedl studie moře, neměl s krajinomalbou a malbou mořských krajin příliš zkušeností a malba moře a mraků je ve srovnání s ostatními díly primitivní. Obraz byl do té doby Ettyho největším dílem o rozměrech 442,5 × 297 cm (14 stop 6 palců × 9 stop 9 palců). Dílo bylo dokončeno v roce 1837 a ještě téhož roku vystaveno v Královské akademii umění a zavěšeno v nové budově Akademie na Trafalgarském náměstí (nyní Národní galerie). Dílo a Ettyho metody při jeho tvorbě rozdělily názory: The Gentleman's Magazine jej považoval za „zdaleka nejlepší [obraz], jaký kdy pan Etty namaloval ... je to historické dílo první třídy a oplývá krásou všeho druhu“, zatímco The Spectator jej popsal jako „nechutnou kombinaci smyslnosti a odporné hniloby - zářící barvami a úžasným provedením, ale pojaté s nejhorším možným vkusem“.

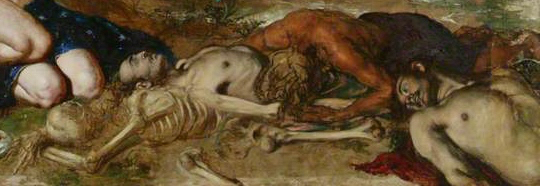
Těla hnijící na ostrově sirén byla inspirována skutečnými mrtvolami, což některé kritiky pohoršovalo

Pravděpodobně kvůli své velikosti se obraz The Sirens and Ulysses na letní výstavě v roce 1837 neprodal. V říjnu 1837 se bohatý manchesterský obchodník s bavlnou Daniel Grant, Ettyho obdivovatel, který si u něj již objednal Venus and her Doves, setkal s Ettym na dostizích v Heaton Parku a nabídl mu, že odkoupí jak The Sirens, tak i Ettyho rozměrově menší obraz Samson Betrayed by Delilah za celkem 200 liber. Etty doufal, že za oba obrazy dostane 400 liber, ale když mu Grant sdělil, že jeho firma toho roku prodělala 100 000 liber, nabídl mu, že se spokojí s cenou 300 liber. Grant pak učinil protinabídku ve výši 250 liber, kterou však Etty v danou chvíli odmítl. Při odchodu na konci večera se Grant náhle zeptal: „Vezmeš si ty peníze?“, čímž Ettyho zaskočil a ten nakonec překvapivě souhlasil. Grant krátce nato zemřel a obraz odkázal svému bratrovi Williamovi, který jej v roce 1839 daroval Královskému manchesterskému institutu.
Etty považoval obraz za své nejlepší dílo a trval na tom, aby se stal ústředním bodem jeho samostatné výstavy v Královské společnosti umění, řemesel a obchodu v roce 1849. Královský manchesterský institut se obával, že by se obraz při přemístění poškodil, a odmítl jej na výstavě použít, dokud Etty s řadou vlivných přátel nenavštívil Manchester a neprosil je o jeho uvolnění. Etty později téhož roku zemřel a jeho dílo zažilo krátký vzestup popularity. Postupem času zájem o něj upadal a koncem 19. století klesla cena všech jeho obrazů pod jejich původní ceny. Jelikož byl obraz The Sirens and Ulysses vystavován jen zřídka, měl na pozdější umělce jen malý vliv, i když se mu připisuje vliv na obraz Frederica Leightona The Fisherman and the Syren z roku 1858.
| „              | The Sirens and Ulysses je jedním z těch velkých počinů mého umění, jichž jsem dosáhl ve svém životě a které už nikdy nemohu zopakovat. | “ |
| — William Etty | |   |

## Vyjmutí zdepozitáře a restaurování

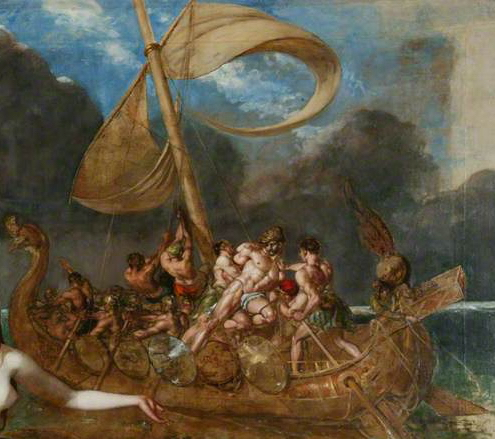
Spoutaný Odysseus je zobrazen jako výrazně větší než jeho soukmenovci z posádky

Etty použil při tvorbě The Sirens and Ulysses experimentální techniku, při níž použil jako stabilizátor barvy silné lepidlo, které způsobilo, že barva zaschla tvrdá, ale přitom křehká a po zaschnutí se odlupovala. Tento jev se ještě zhoršil kvůli velkým rozměrům obrazu neboť ten se při každém pohybu prohýbal. Od chvíle, kdy byl obraz dokončen, začal postupně degradovat. Naposledy byl obraz vystaven veřejně na výstavě uměleckých pokladů v roce 1857, poté již byl jeho stav považován za příliš špatný a byl proto dlouhodobě uložen v archivu Královského manchesterského institutu (jeho nástupcem se pak stala Manchesterské umělecká galerie). V polovině 20. století proběhla řada neúspěšných pokusů o opravu obrazu, ale pokusy o vyčištění malby obraz ještě více poškodily.
V roce 2003 pracovníci Manchester Art Gallery zjistili, že pokud nebudou provedeny nutné konzervační práce, budou šance na záchranu obrazu ztraceny. Finanční prostředky na restaurování poskytly nadace Esmée Fairbairn Foundation a AXA Art Insurance. Náhradní plátno, na které byl obraz připevněn ve 30. letech 20. století, bylo sejmuto. Následně byla k obnově povrchu obrazu použita směs lepidla z vyziny a křídy a odstraněna barva přidaná při dřívějším pokusu o restaurování. Na zadní stranu obrazu byla přidána nová dvojitá vrstva plátna a všechny tři vrstvy byly slepeny dohromady. V roce 2006 byl opravený obraz převezen z konzervátorských ateliérů zpět do Manchester Art Gallery. Část MAG v Galerii devět byla přeměněna na dočasný ateliér, který byl až do dokončení retušovacích prací v roce 2010 přístupný veřejnosti, a v současné době visí obraz Sirény a Odysseus v Galerii tři.